# Seymour Newman
Seymour Newman (* 17. Mai 1953 in Manchester Parish) ist ein ehemaliger jamaikanischer Sprinter und Mittelstreckenläufer.
Newman siegte 1972 im 400-Meter-Lauf der CARIFTA Games in Bridgetown in der Altersklasse U20. Bei den Zentralamerika- und Karibikspielen 1974 in Santo Domingo wurde er über dieselbe Distanz Zweiter und in der 4-mal-400-Meter-Staffel Dritter. 1976 nahm er an den Olympischen Spielen in Montreal teil, wo er mit der Staffel den fünften Platz belegte, während er im 800-Meter-Lauf den Finaleinzug knapp verpasste. Im folgenden Jahr wurde er in Xalapa sowohl über 400 als auch über 800 Meter Zentralamerika- und Karibikmeister. Dabei schlug er im 400-Meter-Lauf den Olympiasieger Alberto Juantorena aus Kuba.
Bei den Zentralamerika- und Karibikspielen 1978 in Medellín belegte Newman im 400-Meter-Lauf den dritten Platz. Kurz darauf feierte er bei den Commonwealth Games in Edmonton seinen möglicherweise bedeutendsten internationalen Erfolg. Im 800-Meter-Lauf gewann er die Silbermedaille hinter dem Kenianer Mike Boit.

## Bestleistungen
- 400 m: 45,66 s, 6. August 1977, Xalapa
- 800 m: 1:45,2 min, 29. Juni 1977, Helsinki